# Alanna de la Rossa
Alanna Gutiérrez Poveda (Bogotá, Cundinamarca, 22 de septiembre de 2008) conocida por su nombre artístico Alanna de la Rossa, es una actriz, modelo y cantante colombiana.

## Carrera
Inició su carrera como actriz a una corta edad, participando en producciones de televisión colombianas como Decisiones, Crónicas de sábado y Sin senos sí hay paraíso. Tras participar en algunos episodios de los seriados Francisco el matemático, Garzón vive, Noobees, El Bronx y Operación Pacífico entre 2017 y 2020, en 2021 apareció en trece episodios de la serie Emma Reyes: La huella de la infancia. El mismo año debutó en el cine colombiano interpretando el papel de Alicia en el filme de terror Llanto maldito.
En 2022 registró papeles secundarios en las series Las Villamizar y Arelys Henao. Su primera experiencia a nivel internacional se dio en el largometraje estadounidense Sonido de libertad (2023), en el que interpretó el papel de una niña víctima de secuestro. Un año después encarnó a Abril en la película colomboestadounidense Dominique e integró el reparto del filme Castro's Daughter junto con James Franco. También en 2024 anunció su participación en el filme de acción estadounidense Diablo, al lado de Scott Adkins.
A nivel teatral, tuvo la oportunidad de interpretar el papel de Regan MacNeil en la obra El exorcista. Como cantante, aportó el tema «Mi alma reza» para la banda sonora de la mencionada película Dominique.

## Filmografía

### Cine
| Año  | Título            | Papel            | Notas |
| ---- | ----------------- | ---------------- | ----- |
| 2021 | Llanto maldito    | Alicia           |       |
| 2023 | Sueño de libertad | Niña secuestrada |       |
| 2024 | Dominique         | Abril            |       |
| 2025 | Diablo            |                  |       |

### Televisión
| Año  | Título                               | Papel                                                   | Notas        |
| ---- | ------------------------------------ | ------------------------------------------------------- | ------------ |
| 2013 | Decisiones                           | María joven                                             | 1 episodio   |
| 2015 | Crónicas de sábado                   | Andrea Rosales                                          |              |
| 2016 | Sin senos sí hay paraíso             | Catalina Marín Santana (niña)                           | 1 episodio   |
| 2017 | Francisco el matemático              | Mariana                                                 | 1 episodio   |
| 2018 | Paraíso Travel                       |                                                         | 1 episodio   |
| 2018 | Garzón vive                          | María Paz                                               | 1 episodio   |
| 2018 | Noobees                              |                                                         | 3 episodios  |
| 2019 | El Bronx                             | Juliana Luna Gómez (niña)                               | 2 episodios  |
| 2020 | Operación Pacífico                   | Gabriela Mejía                                          | 4 episodios  |
| 2021 | Emma Reyes: La huella de la infancia | Helena Reyes                                            | 13 episodios |
| 2022 | Arelys Henao                         |                                                         | 1 episodio   |
| 2022 | Las Villamizar                       | Leonor María de la Santa Cruz Villamizar Montero (niña) | 1 episodio   |